# Шинсенгуми
Шинсенгуми (Јап.新選組) у преводу "нови одред", била је специјална полиција Јапана, основана по налогу владе шогуната током Бакумацу периода 1864. године. Били су активни до 1869. године након чега су расформљени услед пада феудалне владе. Њихова главна мисија била је да заштите владавину шогуна у Кјоту у периоду поновног отварања граница и трговинске размене са странцима, одмах након одлуке да се снаге самураја округа Чошу, које су биле против те политике, отерају са двора и удаље од даљег учешћа у политици. Припадници Шинсенгумија су оформљени сакупљањем људи из разних мачевалачких школа Токија (тадашњи Едо). Иако су припадници Шинсенгимија у популарној култури приказани као храбри и неустрашиви борци, данашњи историчари их сматрају „немилосрдним одредом смрти“.

## Историја
Када је Јапан под претњом отворио своје границе за трговину са западним државама, 1854. године (услов од стране владе САД је био или отварање или рат са технолошки напреднијом земљом), дошло је до политичке нестабилности. Један од јачих покрета отпора била је политичка идеја „Сонно џои“ сраћеница од крилатице која би се данас могла превести као „Поштујмо (подржимо) цара, отерајмо варваре) Лојалисти (поготово самураји из области Чошу) у Кјоту почели су са побуном против тренутне Шогунске власти. Као одговор на њихове све чешће акције Токугава шогунат оформљује јединицу Рошигуми (Јап.浪士組) 19. октобра 1863. године. Рошигуми је био одред који се састојао од 234 ронина, самураја без господара, које је влада регрутовала из локалних мачевалачких школа у Еду. 
За првог командира одреда именован је хатамото самурај по имену Мацудаира Тадатоши, док се за правог вођу одреда узимао Кијокава Хачиро, ронин из области Шонаи. Њихова примарна мисија била је да испрате и заштите 14-ог шогуна Токугава Ијемочија, током важног путовања за Кјото где се срео са тадашњим царем Комеием. Са историјске тачке гледишта тај састанак је био врло важан за период јер се шогун није састао са царем још од 17. века када је то последњи пут урадио трећи шогун, Токугава Ијемису. За све то време шогуни су имали власт у рукама наспрам цара који је био само фигура и марионета у власти. Отварањем граница и супростављањем шогунату, цар за којег се сматра да је био симпатизер „Сонно џои“ политике поново добија власт у руке и после неколико стотина година, Токугава Ијемочи се као актуелни шогун се састаје са њим да би дискутовали о питању како Јапан треба да се постави према све већем доласку странаца из Европе, Америке и остатка Азије.
Иако је Рошигуми основан од стране Токугава шогуната, њихов вођа Кијокава Хачиро и остали припадници остају лојални цару, планирајући да окупе још више ронин самураја за његове потребе у граду. Јединица одлази за Едо али када је његов план откривен, група самураја, већином из Мито клана враћа се у Кјото и формира нову групу под називом Шинсенгуми (Нови одред). Остатак самураја у Еду формира групу Шинчогуми (Јап.新徴組) под надзором округа Шонаи.
Одред Шинсенгуми су се првобитно ословљавали именом Мибуро (Јап.壬生浪), у преводу "ронини округа Мибу". У то време, Мибу је било село југозападно од Кјота, место где су Шинсенгумији били првобитно стационирани. У почетку одред се делио на три франције, једну је водио Серизава Камо (рођен 1830. године из провинције Мино), другу Кондо Исами (Рођен 1834. године из провинције Мусаши, ученик доџо-а из Еда по имену Шиеикан) и трећу Тоноучи Јошио. Овако подељене постојале су тензије и несугласице међу групама па се подела решила уједињењем наком што су Кондо и Тоноучи убили Серизаву да би касније Кондо убио и Тоноучија.
Припадници Шинсенгумија:
Серизавин одред:
- Серизава Камо
- Ними Нишики
- Хирајама Горо
- Хирама Јусуке
- Ногучи Кенџи
- Араја Шингоро
- Саеки Матасабуро

Кондов одред:
- Кондо Исами
- Хиџиката Тошизо
- Иноуе Гензабуро
- Окита Соџи
- Нагакура Шинпачи
- Саито Хаџиме
- Харада Саносуке
- Тодо Хеисуке
- Јаманами Кеисуке

Тоноучијев одред:
- Тоноучи Јошио
- Ијесато Цугуо[6]
- Абиру Аисабуро
- Негиши Јузан

Након решавања несугласица у самом одреду, припадници Шинсенгумија шаљу писмо тада великом и моћном клану Аизу, који је подржавао Токугава режим, са захтевом да буду званична полиција Кјота. Захтев је одобрен и од тада Шинсенгуми добија пуну подршку да одржава мир и одређује правду у граду.
Датума, 30. септембра 1865. године (по лунарном календару 18. августа), самураји области Чошу који се били против Токугавине владавине, принуђени су да се врате у своју област под наређењем од стране двора, изу клана и самураја из области Сацума. Одред Шинсенгумија је послат да помогне клану Аизу да чувају улаз двора од могућих напада клана Чошу. У то време "Шинсенгуми" се по први пут називају тим именом, највероватније додељеним од стране Мацудаире Катаморија (тадашњи даимјо Аизу округа).На супростављеним странама налазиле су се снаге клана Мори из области Чошу и клан Шимазу из области Сацума а битка која се том приликом одржала касније се у историји назива „Кинмон но хен“ (у преводу „Кинмон инцидент“ или „Инцидент код капије палате“). Услед борби, добар део Кјота је спаљен а остало је записано да је у борбама победу однео шогунат и остали самураји области Сацума (тада на страни Шогуната) уз помоћ разних војних група, укључујући и Шинсенгуми.
Када се група Чошу револуционара 1864. године окупила у гостионици Икедаја у Кјоту, тридесет припадника Шинсенгумија упало је и напало побуњенике. Инцидент је одред начинио познатим, јер се сматрало да је тим поступком спречио напад и вероватно пожаре самураја из округа Чошу, што је за утицај имало нагли прилив нових регрута у одреде Шинсенгумија.
Хијерархија одреда после Икедаја инцидента :
- Главни командир и заповедник - Кјокучо (Јап.局長) - Кондо Исами, четврти мајстор Теннен Ришин Рју стила мачевања.
- Командир – Сочо (Јап.総長) Јаманами Кеисуке
- Помоћник командира – Фукучо (Јап.副長) Хиџиката Тошизо
- Војни саветник – Санбо (Јап.参謀) Ито Кашитаро
- Шпијуни: Шимада Каи и Јамазаки Сусуму.

Капетани одреда – Кумичо (Јап.組長)
- Окита Соџи (мајстор Кенџуцуа).
- Нагакура Шинпачи (мајстор Кенџуцуа).
- Саито Хаџиме (мајстор Кенџуцуа).
- Мацубара Чуџи (мајстор Џијуџицуа).
- Такеда Канрјусаи (задужен за војну стратегију).
- Иноуе Гензабуро
- Тани Санџуро (мајстор вештине копља).
- Тодо Хеисуке
- Сузуки Микисабуро
- Харада Саносуке

Када се последњи шогун, Токугава Јошинобу 1867. године повукао из Кјота и Шинсенгумији су мирно напустили место под надзором вакадошијорија, под именом Нагаи Наојуки. Током меиџи обнове, цар бива именован као главна фигура нове владе након више векова војне владавине шогуна, а са том одлуком започиње нова ера и почетак грађанског Бошин рата.
Након што су напустили Кјото Шинсенгуми су се борили у бици на Тоба-Фушими. У Фушими, Кондо бива рањен пушчаним метком и касније лако заробљен у месту „Нагарејами“. Након предаје новооснованој царској власти проглашен је кривим у убиству Сакамото Рјоме, па је у Инабашију, близу Токија погубљен три недеље после изрицање казне.
Након тога Шинсенгумији су се борили у одбрани територије клана Аизу под вођством Саито Хаџимеа након чега су удружили снаге са тада новоформљеном републиком Езо, на северу Јапана. Број припадника Шинсенгумија прелазио је тада једва стотину чланова али без обзира на исход и даље су се борили упркос очигледном и видљивом поразу Токугава шогуната. У очајничкој акцији, унапред осуђене на пропаст, Хиџиката Тошизо води своје припаднике да отму царски ратни брод „Котетсу“, али бива убијен пушчаним метком 20. јуна (по лунарном календару 11. маја) 1869. године. Његовом смрћу бележи се и крај Шинсенгумија. Пре смрти, оставља писани текст о својој лојалности према Токугави:
"Иако моје тело трули на острву Езо,
Мој дух и даље чува господара на Истоку."
Чак и тада неколико људи преживљава борбе, остаје под вођством Сима Казуе и под будним надзором Нагаи Наојукија, и појединачно се предају новој царској власти. Јаке борбе и бурна времена преживљавају шрипадници Шинсенгумија попут Накагуре Шинпачија, Саито Хаџимеа и Шимада Каиа. Такаги Теисаку остаје жив и постаје професор економије, чинећи га важном фигуром у даљој историји Јапана.

## Чланови ореда
На свом врхунцу, Шинсенгуми су имали око 300 људи. Били су прва самурајска група која је у свом одреду дозвољавала приступ људима који нису били из самурајске класе попут фармера и трговца. Многи су приступали одреду само из жеље да припадају самурајској класи као и из потребе да буду умешали у политичке афере. Погрешно је веровање да су сви Шинсенгумији били из несамурајских класа. Остало је забележено да од 106 припадника Шинсенгумија (укупни број на врхунцу био је 302 људи), њих 87 су били самураји, осам фармера, три трговца, три доктора медицине, три свештеника, и двоје занатлија. Вође одреда попут Јаманамија, Оките, Нагакуре и Хараде су од рођења припадали самурајској класи.

## Правила
Шинсенгумијев код састојао се од пет правила који забрањује одступања од самурајског (бушидо) кода, напуштање Шинсенгумија (дезертерство), прикупљање новца у приватне сврхе (зеленаштво), мешање у туђе спорове и учествовање у приватним борбама. Казна за кршење било ког од ових правила, било је извршење ритуалног самоубиства, сепуку. Као додатак, ако се деси да вођа одреда буде смртно рањен у борби, сви чланови његовог одреда морају да се боре и жртвују на лицу места. Такође је постојало и правило да је у жару борбе забрањено са собом понети лешеве сабораца осим ако није у питању вођа одреда.

## Униформа
Чланови Шинсенгумија су били веома видљиви у борби пошто су имали уочљиве униформе. По налогу командира Серизава Камоа, стандардна униформа се састојала од хаорија (јапанског сакоа) плаве боје са белим троугловима у угловима рукава које се називала „татсуки“, и облачила преко стандардног кимона и и хакаме (јапанских панталона). Хаори, привезан на одговарајући начин је служио да склони рукаве кимона да не ометају покрете руком приликом борбе. Понекад су носили метални оклоп испод одеће и кациге за заштиту главе.Око главе су носили траке, тз. хачимакије које су им служиле да им склоне косу у борби али и да их обележи као припаднике ове полицијске јединице. На њима би било исписан назив, makoto (искреност).
Униформа и боја хаорија одређена је традиционалном бојом Јапана, тада светло плавом, насупрот тадашњим обичајима да одећа ратника буде браон, црне и сиве боје.

## У популарној култури
Шинсенгумији су вечита инспирација за драме, филмове, документарце, аниме и манге. Још шездесетих је у Јапану емитован програм под називом "Shinsengumi Shimatsuki" (Шинсенгуми, од настанка до краја) (TBS, 1961); и "Shinsengumi Keppuroku" (NTV, 1967) филмови и документарци о овој историјској јединици. Године 2004, државна Јапанска телевизијска кућа (NHK) посвећује традиционалну годишњу Таига-драму названу једноставно Шинсенгуми!, која се емитовала недељом постајући једна од најуспешнијих и најгледанијих таига драма у Јапану.
Нешто ранији филм, Легенда о Шинсенгумију (1963. године) је базирана на роману истог имена издатог 1928. године.Исте деценије (1969) излази и филм „Шинсенгуми: убице части“ где главну улогу има јапански глумац Тоширо Мифуне.Филм Gohatto (Табу) из 1999. године, где главну улоги има Такеши Китано такође има за тему припаднике Шинсенгумија а радња се одвија у периода годину дана након догађаја у гостионици Икедаја. Четири године касније појављује се и серија под називом „Када је последњи мач исукан“, а прати распад Шинсенгумија, виђен очима Саито Хаџимеа.
Чувени манга уметник Нобухиро Ватсуки изјавио је да је велики фан Шинсенгумија и да је добар део ликова из његове чувене манге Rurouni Kenshin базиран на историјским личностима ове јединице. Осим њега и Кенџи Морита прави 2003. године своје дело „Getsu Mei Sei Ki“која се преводи и као Збогом Шинсенгуми базиран на животу Хиџикате Тошизоа. Ту је и манга „Kaze Hikaru“ о измишљеној причи о девојци која је приступила одреду Шинсенгумија јер се заљубила у њеног члана, Окиту Соџија, манга „Миротворац Курогане“ о младом дечаку који покушава да приступи овом одреду, али и манга-пародија „Гинтама“ о Едо периоду у Јапану који су уместо странаца, окупирали ванземаљци а Шинсенгумији као одред полиције осигуравају мир у ванземаљцима насељеном Токију.
Јапанци се не либе да своје историјске личности у причама ставе у потпуно надреалне ситуације па у анимеу „Hakuouki“ где Шинсенгумији пате од једног облика вампиризма који им даје огромну снагу и предност у борби.
У видеоигрици „Fu-un Shinsengumi“ играч може да контролише чланове ове јединице. Исто важи и за стратегијску игру из 2012. године Total War Shogun 2, Fall of the Samurai где је могуће користити ликове као убице и агенте за подмићивање.